# Горные вьюрки
Го́рные вьюрки́ (лат. Leucosticte) — род певчих птиц из семейства вьюрковых.

## Классификация
В состав рода входят 6 видов:
- Leucosticte arctoa (Pallas, 1811) — Сибирский горный вьюрок
- Leucosticte atrata Ridgway, 1874 — Черный горный вьюрок[3]
- Leucosticte australis Ridgway, 1874 — Бурошапочный горный вьюрок[3]
- Leucosticte brandti Bonaparte, 1850 — Жемчужный горный вьюрок[4]
- Leucosticte nemoricola (Hodgson, 1836) — Гималайский горный вьюрок
- Leucosticte tephrocotis (Swainson, 1832) — Американский горный вьюрок[3]

Ранее в состав рода также входил горный вьюрок Силлема (Leucosticte sillemi), который в настоящее время относится к роду чечевиц (Carpodacus).